# Hippotraginae
Hippotraginae là một phân họ trong họ Trâu bò. Phân họ này gồm có: mã linh (linh dương ngựa, linh dương gặm cỏ), có 6 loài trong 5 chi.

## Phân loại
Họ Trâu bò
- Phân họ Hippotraginae
  -     - Chi Hippotragus
      - Hippotragus equinus
      - Hippotragus niger
        - Hippotragus niger varani

      - Hippotragus leucophaeus (tuyệt chủng)

    - Chi Oryx
      - Oryx beisa: Linh dương Đông Phi
      - Oryx dammah: Linh dương sừng kiếm
      - Oryx gazella
      - Oryx leucoryx: Linh dương sừng thẳng Ả Rập

    - Chi Addax
      - Addax nasomaculatus: Linh dương Addax

  - Tông Hippotragini
    - Chi †Saheloryx
    - Chi †Tchadotragus